# Азык
Азык (кирг. азык, ازيق, МФА: [ɑzɯq]; также кирг. төрт тамгалуу азык, تۅرت تامعالۇۇ ازىقتار — «четырехтамговые азыки») — кыргызское племя, входящее в подразделение Правого крыла.

## Этноним
По мнению С. Абрамзона, Р. Абдуманапова и О. Каралаева народная этимология «азык» перекрыла древнее название «аз», что является обычным являем для кочевых народов. Но Б. Серебренников и Н. Гаджиева считают, что этноним возник от частей «азы» и «к». В древнетюркской форме «Azыq» как тотемная форма названия означает «аюу» (с кирг. — «медведь»).

## Санжыра
Кыргызская санжыра перечисляет племя «азык» к правому крылу, к отделению Тагай. Согласно родоплеменной структуры кыргызов, почти все названия подразделения Тагай считаются потомками одноименного предка Тагай-бия. Однако сам Азык упоминается как приемный сын Тагая. 
В самой санжыре встречается интересная легенда о происхождение Азыка у Тоголока Молдо. В ней рассказывается о том, что Азык является сыном Домо-хан-кыпчака, построившего кыштак Тёрё-коргон близ Намангана. Во время борьбы с узбеками за ханство, Домо-хан-кыпчак погибает, и Азык бежит на Ала-Тоо. Там он прибывает к Тагаю, и так как Азык при встрече нес с собой провиант, Тагай усыновляет его и дает имя Азык.

## Происхождение
По приведенным данным Белека Солтоноева, большинство старейшин и аксакалов племени считают, что: 
основа, начало племени — кыргыз-кыпчаки, и именно в их числе (азыки) прикочевали (на современные земли) из Алтая и Хангая.
 Он также приводит данные о том, что отец Азыка происходит из кипчаков.
Н. Аристов предполагает что племя азык являлось одним из самых древних кыргызских племен, в то же время В. Радлов относит это племя к отделу другого кыргызского племени сарыбагыш. С. Абрамзон и Э. Манаев связывают азыков с древним племенем асиги, входившим в состав нушиби Западно-тюркского каганата, которое вскоре вошло в состав тюргешей под именем азийцев. 
В. Бартольд уверенно отождествляет с древним народом аз, упомянутым в древнетюркских надписях, так же по мнению Л. Потапова и О. Каратаев отождествляют с народом аз, живших на территории нынешней Тувы. Схожего мнения придерживается Р. Абдуманапов который  связывает азов-тюргешей с кыргызских племенем азык, подтверждая сопоставление «жаа-тамги» азыков с тамгой в виде лука на тюргешских монетах. 

## История
Согласно сведениям древнетюркских рунических надписей, азы обитали на юго-восточном Алтае и Саянах — в верховьях рек Алаш, Ак-Суг и на озере Кара-Холь и находилась в сфере влияния восточнотюркских каганов. В  709 году азов покоряют войска Капаган-кагана. Позднее, в 715 году, с восставшими азами сражается древнетюркский полководец Кюль-тегин, который в сражении при озере Кара-Холь в Западной Туве наносит им поражение: 
Народ азов стал нам врагом. Мы сразились при Кара-кёле. Кюль-тегину шел (тогда тридцать первый) год. На своего белого коня героя Шалчы сев, он бросился в атаку, схватил эльтебера азов; народ азов тогда погиб.

В памятнике Бильге-кагану, азы упоминаются несколько раз. При этом можно предположить, что упоминаются две разные ветви этого народа — саяно-алтайская и тюргешская. В надписи повествуется: 
Тюргешский каган был наш же тюрок, (из) нашего же народа. Так как он не понимал (своего блага). И провинился перед нами, то (сам) каган умер (т.е. был убит), его «приказные» и правители были также убиты, народ «десяти стрел» подвергся притеснению. Говоря: пусть не будет без хозяйна страна (букв. Земля и Вода), принадлежавшая нашим предкам, мы, устроив немногочисленный (или азский) народ…

Следующие строки этой же рунической надписи говорится: 
В том же году мы пошли против тюргешей, поднявшись в Алтунскую чернь и переправившись через Иртыш. Тюргешский народ мы победили во время сна (и обратили в бегство)… Войско
тюргешского кагана пришло при Болчу  подобно огню и вину. Мы сразились; Кюль-тегин, сев на серого коня Башгу, произвел атаку. Серый конь Башгу… …затем снова войдя (т.е. ворвавшись в ряды врагов), он схватил собственноручно каганского приказного тюргешей, тутука азов (!). Их кагана мы там убили, его племенной союз покорили.
 По этой рунической надписи выходит, что народ азов, занимало в иерархии племен этого объяденения не посленюю роль. На это указывает то, что представитель этого племени занимал должность каганского приказного — «тутука». 
Азы в северо-восточных пределах тюргешских владений. По предположениям С. Малова, Г. Грумм-Гржимайло, С. Киселёва, Н. Сердобова, Д. Савинова, Ю. Худякова и В. Бутанаев азы являлись царским родом и в кыргызском государстве в Минусинской котловине, именно с азами или ачами связывают исследователи кыргызский титул ажэ. 

В середине VIII века в Тюргешском каганате начинается кровавая междуусобица между жёлтыми и чёрными тюргешами. Из-за этой внутренней войны, тюргеши не смогли оказать сопротивления прикочевавшему в Семиречье из Джунгарии племенному союзу уч-карлуков, которые покинули свои кочевья из-за войны с каганами Уйгурского каганата. В Тэрхинской надписи уйгурского Элетмиш Бильге-кагана указывается: 
В год собаки уч-карлуки, замыслив измену, бежали. На
западе в страну народа десяти стрел.

Народ азов, остался кочевать на прежних землях. В VIII веке племя аз под названием азгиши упоминается в списке Ибн Хордадбеха, который датируется IX веком. Он перечисляет тюркские племена следующим образом: 
Страна тюрок: тогузогузы — их область самая большая… они граничат с Китаем, Тибетом и карлуками. Затем кимаки, гузы, джигиры, печенеги, тюргеши, азгиши, кипчаки, кыргызы…
В XI веке начинается усиление кипчакского союза племен. Они занимают территорию от Иртыша до Восточной Европы, проникают в междуречье Сырдарьи и Амударьи, при этом покорив все местные кочевые племена. В результате этого, в кипчакский племенной союз входит народ азов, что находит свое подтверждение в кыргызских генеалогических легендах.
Переселение азыков на территорию Тянь-Шаня произошло в составе племенной орды Шейбани-хана в XV веке. Именно тогда вошли в состав кыргызского народа.

## Структура

### Строение
Азыки называют себя «четырехтамговыми» по числу разделений: козугуна, байкючюк, бычман и бёрю.

### Расселение
Азыки в настоящее время проживают на территории Кыргызстана в Кочкорском и Кеминском районе, а также частично на Иссык-Куле и в Джалал-Абадской области.